# Echoes (Gene Clark)
Echoes è una compilation di Gene Clark, pubblicato dalla Legacy Records nel 1991.
La raccolta contiene brani scritti ed eseguiti da Gene Clark, sei del periodo in cui militava nei The Byrds ed i rimanenti con i The Gosdin Brothers.
I brani The French Girk e Only Colombe sono inediti, mentre So You Say You Lost Your Baby è un demo.

## Tracce
Brani composti da Gene Clark, eccetto dove indicato
1. Boston – 2:01 – The Byrds
2. For Me Again – 2:30 – The Byrds
3. I Knew I'd Want You – 2:18 – The Byrds
4. Here Without You – 2:36 – The Byrds
5. Set You Free This Time – 2:48 – The Byrds
6. If You're Gone – 2:46 – The Byrds
7. Is Yours Is Mine – 2:37 – Gene Clark & Gosdin Brothers
8. So You Say You Lost Your Baby (Acoustic Version) – 2:06 – Gene Clark & Gosdin Brothers
9. Tried so Hard – 2:20 – Gene Clark & Gosdin Brothers
10. Needing Someone – 2:02 – Gene Clark & Gosdin Brothers
11. Echoes – 3:16 – Gene Clark & Gosdin Brothers
12. The Same One – 3:29 – Gene Clark & Gosdin Brothers
13. Couldn't Believe Her – 2:10 – Gene Clark & Gosdin Brothers
14. Keep on Pushin' – 1:45 (Gene Clark, Bill Rinehart) – Gene Clark & Gosdin Brothers
15. I Found You – 2:58 – Gene Clark & Gosdin Brothers
16. Elevator Operator – 2:54 (Gene Clark, Bill Rinehart, Joel Larson) – Gene Clark & Gosdin Brothers
17. Think I'm Gonna Feel Better – 1:34 – Gene Clark & Gosdin Brothers
18. The French Girl – 2:36 – Gene Clark Group
19. Only Colombe – 3:07 – Gene Clark Group
20. So You Say You Lost Your Baby – 3:11 – Gene Clark

Durata totale: 51:04

## Musicisti
#1, #2, #3, #4, #5 e #6
- Gene Clark - chitarra ritmica, tamburello, voce
- Roger McGuinn - chitarra solista, accompagnamento vocale
- David Crosby - chitarra ritmica, accompagnamento vocale
- Chris Hillman - basso elettrico
- Michael Clarke - batteria

#7, #8, #9, #10, #11, #12, #13, #14, #15, #16, #17, #18, #19 e #20
- Gene Clark - chitarra, voce
- Vern Gosdin - voce (in sovraincisione)
- Rex Gosdin - voce (in sovraincisione)
- Glen Campbell - chitarra
- Clarence White - chitarra
- Bill Rinehart - chitarra
- Jerry Kole - chitarra
- Leon Russell - pianoforte, clavicembalo
- Leon Russell - arrangiamenti, conduttore musicale (brani: Echoes e So You Say Lost Your Baby)
- Douglas Dillard - chitarra elettrica (brano: Keep on Pushin')
- Chris Hillman - basso
- Mike Clarke - batteria